# Дмай
«Дмай», также «Демай» (др.-евр. דמאי‬ — букв. «сомнительное») — трактат Мишны, шестой в разделе «Зраим». Содержит законы о пищевых продуктах растительного происхождения, относительно которых имеется сомнение, были ли от них должным образом отделены десятины.

## Предмет рассмотрения
Этимология и даже точное произношение слова «дмай» неясны. Так назывались плоды Земли Израиля, относительно которых не было уверенности о том отделялись ли от них десятины в соответствии с Моисеевым законом (этим темам посвящены трактаты Мишны «Трумот», «Маасрот» и «Маасер шени»). В противоположность этому продукты, от которых возношения и десятины заведомо не отделялись, назывались «несомненное» (ודאי — ваддай).
Талмуд (Сота, 48а) рассказывает о введении понятия «дмай» следующее:
Царь Иоанн Гиркан I, правивший в конце II в. до н. э., решил проверить, насколько народ соблюдает законы об отделении возношений и десятин. Оказалось, что всеми строго отделяются только дары для священников-ааронидов («великое возношение»), а отделением десятин для левитов большинство пренебрегает. Однако, левиты, получая десятину, обязаны были выделять из неё в пользу священников десятинное возношение, которое, следовательно, к священникам также не поступало. Тогда Иоанн объявил, что употребление продукта, от которого не выделено десятинное возношение, составляет такой же грех, как и продукта с невыделенным великим возношением (здесь очевидна экономическая подоплёка в целях защиты интересов священников, к которым относился и сам царь). Вследствие этого установили, что человек, желающий строго соблюдать предписания религии, покупая продукты на рынке, должен считать их «сомнительными» (дмай) и отделять из них обе десятины. При этом левитам и беднякам десятины можно было не отдавать, так как сакральным статусом они не обладали и желающий получить их должен был доказать, что эти десятины не были отделены производителем продукта; но десятинное возношение священнику отдавалось обязательно.
Процедура отделения десятин от продукта-дмай заключалась в следующем. От продукта отделялась одна сотая часть, после этого объявлялось, что одна десятая продукта, включая отделённую часть, является первой десятиной, а отделённая часть — десятинным возношением от неё. Саму десятину, как первую, так и вторую, физически отделять не требовалось.
После разрушения Второго храма в 70 г. н. э. законы о возношениях и десятинах потеряли практическое значение, но в пределах земли Израиля люди, строго соблюдавшие религиозные предписания, продолжали исполнять в том числе и законы о «дмай», составляющие предмет рассмотрения в данном трактате.
Комментарии к Мишне имеются в Тосефте и в Иерусалимском Талмуде; в Вавилонском Талмуде трактат отсутствует.

## Содержание
Трактат «Дмай» в Мишне содержит 7 глав и 53 параграфа.
- Глава первая перечисляет, какие облегчения в порядке отделения десятин допускаются для продуктов-дмай — в отличие от продуктов-ваддай, от которых десятина заведомо не отделялась. Десятины от дмай отделяются только из-за недоверия к продавцу, то есть вполне возможно, что они уже были отделены. Вследствие этого для продуктов-дмай установлен целый ряд облегчений: десятины не отделяются от некоторых видов плодов, от зерна, купленного на посев или на корм, от продуктов, выращенных в Сирии и т. п.
- Глава вторая определяет, в каком случае закон о «дмай» следует исполнять обязательно: к некоторым продуктам он применяется даже вне земли Израиля. Рассматривается, какие обязанности должен принять на себя человек, который хочет считаться достоверным (נאמן) относительно законов о десятине, и какие обязанности должен выполнять человек, полностью исполняющий все законы Торы и раввинские постановления, в том числе и самые сложные из них — законы о ритуальной чистоте — «хавер» (חבר, букв. «товарищ»).
- Глава третья рассматривает вопрос о том, как поступать с продуктами при передаче их другому человеку — в уплату за труд, в качестве подаяния, на переработку и т. д.
- Глава четвёртая рассматривает вопрос о достоверности свидетельств относительно статуса продуктов.
- Глава пятая определяет порядок отделения десятин от продукта-дмай и разбирает случаи, когда допустимо отделить возношения и десятины от одной партии продукта за другую.
- Глава шестая рассматривает вопрос об отделении возношения и десятин от продуктов, находящихся в совместной собственности.
- Глава седьмая описывает процедуру отделения десятин в некоторых сложных случаях, например, если продукт-дмай получен во время работы по найму в качестве обеда от нанимателя или если человек не успевает отделить десятины накануне шаббата.